# 尼崎市公設地方卸売市場
尼崎市公設地方卸売市場（あまがさきし こうせつちほうおろしうりしじょう）は、尼崎市潮江四丁目に有る地方卸売市場。兵庫県知事の許可を受け、尼崎市が開設して運営に当たっている。2007年3月までは中央卸売市場であった。

## 沿革
- 1944年（昭和19年）1月 - 尼崎市食料品卸売市場開設
- 1950年（昭和25年）6月 - 尼崎市中央魚菜市場開設
- 1953年（昭和28年）11月 - 尼崎市中央卸売市場開場
- 1967年（昭和42年）3月 - 現在地に新市場が完成。同年10月開場
- 1971年（昭和46年）3月 - 青果卸売場増設
- 1972年（昭和47年）4月 - 尼崎市中央卸売市場業務条例施行
  - 同年8月 - 冷蔵庫及び屋上駐車場増設
- 1980年（昭和55年）9月 - 国鉄引込線営業廃止
- 1985年（昭和60年）12月 - 関連店舗棟・屋上駐車場増設
- 2000年（平成12年）4月 - 尼崎市中央卸売市場業務条例改正(せり売の原則の廃止等)
- 2005年（平成17年）4月 - 尼崎市中央卸売市場業務条例改正(商物一致規制の緩和や品質管理の徹底等)
- 2006年（平成18年）3月 - 再編検討委員会において、平成19年4月1日から地方卸売市場への転換を図ることを決定
  - 同年12月 - 尼崎市公設地方卸売市場業務条例を制定
- 2007年（平成19年）1月 - 水産物部卸売会社の尼崎水産市場株式会社が、グループ親会社の神港魚類株式会社に吸収合併され、神港魚類(株)尼崎支社となる[3]
  - 同年4月 - 尼崎市公設地方卸売市場開設
- 2008年（平成20年）2月 - 低温卸売場新設工事
- 2013年（平成25年）12月 - 青果部卸売会社の尼崎中央青果株式会社が経営難により廃業。以降、市が直接卸売業務を代行し、仲卸業者の組合である「尼崎青果卸売協同組合」に業務を委託[4]
- 2015年（平成27年）11月 - 不在となっていた青果部卸売会社に神果神戸青果株式会社が尼崎支社を設立して入場[4]
- 2017年（平成29年）9月 - 水産物部卸売会社の神港魚類株式会社尼崎支社が卸売業務から撤退[5]。以降、市が直接卸売業務を代行し、仲卸業者の組合である「尼崎水産物卸協同組合」に業務を委託
- 2019年（令和元年）10月 - 水産物部卸売会社として稲畑産業子会社の水産加工品メーカーである株式会社一光園が新規入場[6][7]。

## 入場卸会社
- 青果部 - 神果神戸青果(株) 尼崎支社
- 水産物部 - （株）一光園

## 行事
- 市場フェスティバル - 毎年10月に開催するイベント。多数の出店やキャラクターショー等が行われる。
- 市場開放フェア - 毎月第一土曜日に開催されるイベント。普段は入場出来ない非市場関係者でも市場に入場出来る。

## キャラクター
マスコットキャラクターに、イチゴのアマッチ、キャベツのキャベット、魚のオサカーナの3体がいて、イベントなどに登場する。